# Fatimatou Sacko
Fatimatou Sacko, née le 12 avril 1985 à Paris, est une joueuse de basket-ball française.

## Biographie
Après des débuts à Courcouronnes, elle intègre vite l'INSEP pour quatre ans et des premières médailles avec les équipes nationales de jeunes. Elle passe professionnelle à 19 ans en 2004 avec Villeneuve-d'Ascq
« Je ne pense pas que beaucoup de clubs s'intéressaient à moi, surtout au regard de ma saison plutôt moyenne. À dire vrai, j'avais même peur que l'ESBVA-LM n'ait pas envie de me prolonger. Et puis Tarbes m'a fait une belle proposition. Que je n'ai pas pu refuser ! » « Je suis arrivée à Villeneuve-d'Ascq à l'âge de 19 ans. L'adolescente que j'étais est devenue femme aujourd'hui. J'ai beaucoup mûri et me sentais prête cette fois à quitter le nid. »
Après cinq années passées à Villeneuve-d'Ascq, elle prend la direction de Tarbes: « Ça a été un gros changement pour moi. Je suis passée du Nord au sud, quittant Lille pour une petite ville où tous les gens qui vous croisent dans la rue vous reconnaissent. Ça a été très dur pour moi. Un mal être qui s'est ressenti sur ma façon d'être dans la vie de tous les jours, sur mes performances sur le terrain. Maintenant, ça va beaucoup mieux. »
« C'était pour moi un challenge. Avec l'ESBVA, j'avais atteint l'objectif d'être une pièce maîtresse dans l'équipe. Je devais tourner la page, ne pas rester dans mon confort. Aujourd'hui, Je dois m'en sortir toute seule. C'est une chance pour moi de grandir. Je vois les choses autrement. Je dois prendre mes responsabilités » « Abdou nous protégeait constamment. C'était comme mon deuxième père. On était couvé par rapport aux dirigeants et aux supporters. On se rend compte que l'ESBVA est magique uniquement quand on est parti. Les Nordistes ont le cœur sur la main. C'est la même chose à l'ESBVA. On nous a appris à échanger avec les autres. On ne se contentait pas juste de jouer, il n'y avait pas de star.»
Pré-sélectionnée en Équipe de France, elle n'est pas retenue parmi les 12 disputant l'Euro 2009. Elle est de nouveau pré-sélectionnée pour participer à la campagne de préparation 2010, mais, ne se présentant pas au premier stage de L'Alpe d'Huez, elle est « coupée » (non conservée dans l'effectif) par l'encadrement de l'équipe de France.
Avec Montpellier, elle est nommée meilleure joueuse de la première journée de l'Eurocoupe 2012-2013 avec 30 points (12/17) et 10 rebonds contre Satu Mare. Après une saison 2012-2013 à 9,0 point par match et un titre du finaliste du championnat, elle prolonge son engagement avec Montpellier.
Avec Montpellier, elle remporte le premier titre de champion LFB du club en 2014.
Après deux années dans le Nord (6,7 points et 4,2 rebonds en 2015-2016), elle revient pour la saison LFB 2016-2017 à Montpellier.
Au terme de la saison 2019-2020 avec Charleville, elle met un terme à sa carrière professionnelle.

## Club
| Saisons   | Équipe                                                       | Pays   |
| 1999-2000 | Courcouronnes                                                | France |
| 2000-2001 | Centre fédéral de Toulouse                                   | France |
| 2001-2004 | Centre fédéral (NF1)                                         | France |
| 2004-2009 | Villeneuve-d'Ascq                                            | France |
| 2009-2010 | Tarbes GB                                                    | France |
| 2010-2014 | Lattes Montpellier                                           | France |
| 2014-2016 | Villeneuve-d'Ascq                                            | France |
| 2016-2018 | Basket Lattes Montpellier Méditerranée Métropole Association | France |
| 2018-2019 | LDLC ASVEL féminin                                           | France |
| 2019-2020 | Flammes Carolo basket                                        | France |

## Palmarès

### Club
compétitions nationales 
- Vice-championne de France de  NF1 en 2004.
- Championne de France de  LFB en 2010.
- Coupe de France 2010-2011[15] et 2013[16]
- Championne de France : 2014[12].
- Vainqueur de l'Eurocoupe 2015[17]
- Finaliste de l'Eurocoupe : 2016[18].

### Sélection nationale
compétitions de jeunes
- Championne d'Europe 20 ans et moins en 2005
- Vice-championne d'Europe 20 ans et moins en 2004
- Vice-championne d'Europe Junior en 2002
- Championne d'Europe Cadettes en 2001.

seniors
- Début en Équipe de France le 10 juillet 2008 contre la Turquie